# Tercera División de España 1958-59
La temporada 1958–59 de la Tercera División de España de fútbol corresponde a la 22.ª edición del campeonato y se disputó entre el 14 de septiembre de 1958 y el 7 de junio de 1959.

## Sistema de competición
La Tercera División de España 1958-59 fue organizada por la Federación Española de Fútbol (RFEF).
El campeonato contó con la participación de 228 clubes divididos en catorce grupos con distinto número de equipos cada uno. La competición siguió un sistema de liga, de modo que los equipos de cada grupo se enfrentaron entre sí, todos contra todos en dos ocasiones -una en campo propio y otra en campo contrario- sumando un total de tantas jornadas según el grupo. El orden de los encuentros se decidió por sorteo antes de empezar la competición.
Se estableció una clasificación con arreglo a los puntos obtenidos en cada enfrentamiento, a razón de dos por partido ganado, uno por empatado y ninguno en caso de derrota. En caso de empate a puntos entre dos o más clubes en la clasificación, se tuvo en cuenta el mayor cociente de goles. 
Los primeros clasificados de cada grupo disputaron la Fase de Ascenso en sistema de eliminatorias a doble partido a partir de octavos de final. Los cuatro vencedores de los cuartos de final ascendieron a Segunda División.
Los segundos clasificados de cada grupo disputaron la Promoción de Ascenso en sistema de eliminatorias a doble partido a partir de octavos de final. Los cuatro vencedores de los cuartos de final se enfrentaron en otra eliminatoria a los decimoterceros y decimocuartos clasificados de los dos grupos de Segunda División para decidir ascenso o permanencia según el caso.
Hubo una excepción con los grupos catalanes, divididos en dos grupos. El Grupo VI era donde se ubicaban los mejores equipos de la temporada anterior y tuvieron el privilegio de clasificar a los dos primeros en la Fase de Ascenso, mientras que el tercer y cuarto clasificado se enfrentaron a los dos primeros del Grupo VII a eliminatoria de partido único para decidir quien jugaba la Promoción de Ascenso.
En la mayoría de los grupos hubo descensos directos a categoría regional.

## Clasificaciones

### Grupo I
| Pos. | Equipo                           | Pts. | PJ | G  | E | P  | GF  | GC | Dif. | Clasificación                                            |
| ---- | -------------------------------- | ---- | -- | -- | - | -- | --- | -- | ---- | -------------------------------------------------------- |
| 1    | C. D. Orense                     | 48   | 30 | 23 | 2 | 5  | 111 | 32 | +79  | Acceso a Promoción de ascenso para campeones de grupo    |
| 2    | Turista S. C.                    | 45   | 30 | 22 | 1 | 7  | 88  | 34 | +54  | Acceso a Promoción de ascenso para subcampeones de grupo |
| 3    | C. D. Lugo                       | 44   | 30 | 21 | 2 | 7  | 90  | 37 | +53  |                                                          |
| 4    | C. D. Juvenil                    | 38   | 30 | 17 | 4 | 9  | 67  | 51 | +16  |                                                          |
| 5    | Órdenes S. D.                    | 34   | 30 | 14 | 6 | 10 | 44  | 49 | −5   |                                                          |
| 6    | Club Gran Peña                   | 31   | 30 | 12 | 7 | 11 | 63  | 61 | +2   |                                                          |
| 7    | Arsenal C. F.                    | 31   | 30 | 14 | 3 | 13 | 46  | 53 | −7   |                                                          |
| 8    | Club Zeltia Deportivo            | 30   | 30 | 13 | 4 | 13 | 67  | 66 | +1   |                                                          |
| 9    | Pontevedra C. F.                 | 29   | 30 | 12 | 5 | 13 | 54  | 48 | +6   |                                                          |
| 10   | Arosa S. C.                      | 27   | 30 | 9  | 9 | 12 | 42  | 57 | −15  |                                                          |
| 11   | Flavia S. D.                     | 24   | 30 | 11 | 2 | 17 | 52  | 63 | −11  |                                                          |
| 12   | C. D. Cambados                   | 24   | 30 | 9  | 6 | 15 | 48  | 67 | −19  |                                                          |
| 13   | Fabril S. D.                     | 24   | 30 | 10 | 4 | 16 | 58  | 68 | −10  |                                                          |
| 14   | Club Santiago                    | 20   | 30 | 7  | 6 | 17 | 43  | 76 | −33  |                                                          |
| 15   | Vivero C. F.                     | 20   | 30 | 8  | 4 | 18 | 39  | 88 | −49  |                                                          |
| 16   | S. D. Juvenil de Puenteareas (D) | 11   | 30 | 5  | 1 | 24 | 29  | 91 | −62  | Descenso a Regional                                      |

 Fuente: Fútbol Regional

### Grupo II
| Pos. | Equipo                     | Pts. | PJ | G  | E  | P  | GF | GC | Dif. | Clasificación                                            |
| ---- | -------------------------- | ---- | -- | -- | -- | -- | -- | -- | ---- | -------------------------------------------------------- |
| 1    | C. P. La Felguera          | 51   | 30 | 23 | 5  | 2  | 89 | 28 | +61  | Acceso a Promoción de ascenso para campeones de grupo    |
| 2    | Caudal Deportivo           | 51   | 30 | 23 | 5  | 2  | 86 | 23 | +63  | Acceso a Promoción de ascenso para subcampeones de grupo |
| 3    | Club Langreano             | 36   | 30 | 16 | 4  | 10 | 69 | 45 | +24  |                                                          |
| 4    | C. D. Turón                | 35   | 30 | 13 | 9  | 8  | 56 | 48 | +8   |                                                          |
| 5    | Santiago de Aller C. F.    | 32   | 30 | 13 | 6  | 11 | 51 | 47 | +4   |                                                          |
| 6    | Luarca C. F.               | 32   | 30 | 12 | 8  | 10 | 51 | 52 | −1   |                                                          |
| 7    | U. D. El Entrego           | 31   | 30 | 13 | 5  | 12 | 48 | 43 | +5   |                                                          |
| 8    | Club Calzada               | 30   | 30 | 13 | 4  | 13 | 64 | 60 | +4   |                                                          |
| 9    | C. Hispano de Castrillón   | 28   | 30 | 9  | 10 | 11 | 51 | 54 | −3   |                                                          |
| 10   | Real Titánico              | 26   | 30 | 13 | 0  | 17 | 48 | 59 | −11  |                                                          |
| 11   | C. D. Praviano             | 26   | 30 | 9  | 8  | 13 | 48 | 50 | −2   |                                                          |
| 12   | C. D. San Martín           | 25   | 30 | 10 | 5  | 15 | 38 | 47 | −9   |                                                          |
| 13   | Club Siero                 | 24   | 30 | 8  | 8  | 14 | 46 | 62 | −16  |                                                          |
| 14   | Club Marino de Luanco      | 22   | 30 | 9  | 4  | 17 | 46 | 70 | −24  |                                                          |
| 15   | C. D. Santiago de Carbayín | 16   | 30 | 6  | 4  | 20 | 31 | 80 | −49  |                                                          |
| 16   | Club Condal (D)            | 15   | 30 | 5  | 5  | 20 | 33 | 87 | −54  | Descenso a Regional                                      |

 Fuente: Fútbol Regional

### Grupo III
| Pos. | Equipo                    | Pts. | PJ | G  | E  | P  | GF | GC | Dif. | Clasificación                                            |
| ---- | ------------------------- | ---- | -- | -- | -- | -- | -- | -- | ---- | -------------------------------------------------------- |
| 1    | C. D. Guecho              | 37   | 26 | 17 | 3  | 6  | 51 | 31 | +20  | Acceso a Promoción de ascenso para campeones de grupo    |
| 2    | S. D. Rayo Cantabria      | 36   | 26 | 16 | 4  | 6  | 65 | 39 | +26  | Acceso a Promoción de ascenso para subcampeones de grupo |
| 3    | C. D. Galdácano           | 34   | 26 | 16 | 2  | 8  | 57 | 35 | +22  |                                                          |
| 4    | S. D. Deusto-Universidad  | 33   | 26 | 13 | 7  | 6  | 45 | 31 | +14  |                                                          |
| 5    | Apurtuarte Club           | 28   | 26 | 10 | 8  | 8  | 43 | 49 | −6   |                                                          |
| 6    | C. D. Naval               | 25   | 26 | 10 | 5  | 11 | 46 | 46 | 0    |                                                          |
| 7    | Arenas Club               | 24   | 26 | 8  | 8  | 10 | 38 | 44 | −6   |                                                          |
| 8    | S. C. D. Durango          | 24   | 26 | 10 | 4  | 12 | 40 | 45 | −5   |                                                          |
| 9    | Club Erandio              | 22   | 26 | 8  | 6  | 12 | 41 | 47 | −6   |                                                          |
| 10   | Abanto Club               | 22   | 26 | 5  | 12 | 9  | 31 | 40 | −9   |                                                          |
| 11   | Santoña C. F.             | 21   | 26 | 8  | 5  | 13 | 43 | 46 | −3   |                                                          |
| 12   | C. D. Peña                | 21   | 26 | 8  | 5  | 13 | 40 | 50 | −10  |                                                          |
| 13   | Gimnástica de Torrelavega | 20   | 26 | 9  | 2  | 15 | 41 | 54 | −13  |                                                          |
| 14   | S. D. Valmaseda C. F. (D) | 17   | 26 | 7  | 3  | 16 | 44 | 68 | −24  | Descenso a Regional                                      |

 Fuente: Fútbol Regional

### Grupo IV
| Pos. | Equipo                          | Pts. | PJ | G  | E  | P  | GF | GC | Dif. | Clasificación                                            |
| ---- | ------------------------------- | ---- | -- | -- | -- | -- | -- | -- | ---- | -------------------------------------------------------- |
| 1    | C. D. Logroñés                  | 46   | 30 | 22 | 2  | 6  | 65 | 32 | +33  | Acceso a Promoción de ascenso para campeones de grupo    |
| 2    | S. D. Eibar                     | 43   | 30 | 18 | 7  | 5  | 81 | 28 | +53  | Acceso a Promoción de ascenso para subcampeones de grupo |
| 3    | San Sebastián C. F.             | 38   | 30 | 16 | 6  | 8  | 70 | 44 | +26  |                                                          |
| 4    | C. D. Vergara                   | 33   | 30 | 13 | 7  | 10 | 44 | 35 | +9   |                                                          |
| 5    | C. D. Mirandés                  | 32   | 30 | 14 | 4  | 12 | 62 | 49 | +13  |                                                          |
| 6    | Tolosa C. F.                    | 30   | 30 | 10 | 10 | 10 | 55 | 52 | +3   |                                                          |
| 7    | S. D. Beasain                   | 29   | 30 | 9  | 11 | 10 | 52 | 55 | −3   |                                                          |
| 8    | C. D. Iruña                     | 28   | 30 | 9  | 10 | 11 | 38 | 43 | −5   |                                                          |
| 9    | C. D. Azcoyen                   | 28   | 30 | 12 | 4  | 14 | 42 | 50 | −8   |                                                          |
| 10   | Villafranca U. C.               | 27   | 30 | 10 | 7  | 13 | 58 | 67 | −9   |                                                          |
| 11   | C. D. Anaitasuna                | 27   | 30 | 10 | 7  | 13 | 51 | 59 | −8   |                                                          |
| 12   | C. D. Tudelano                  | 27   | 30 | 11 | 5  | 14 | 52 | 57 | −5   |                                                          |
| 13   | C. D. Elgóibar                  | 26   | 30 | 11 | 4  | 15 | 43 | 54 | −11  |                                                          |
| 14   | C. D. Hernani (D)               | 26   | 30 | 8  | 10 | 12 | 40 | 60 | −20  | Descenso a Regional                                      |
| 15   | C. D. Recreación de Logroño (D) | 21   | 30 | 8  | 5  | 17 | 39 | 71 | −32  | Descenso a Regional                                      |
| 16   | C. D. Oberena (D)               | 19   | 30 | 7  | 5  | 18 | 47 | 83 | −36  | Descenso a Regional                                      |

 Fuente: Fútbol Regional

### Grupo V
| Pos. | Equipo                     | Pts. | PJ | G  | E | P  | GF | GC | Dif. | Clasificación                                            |
| ---- | -------------------------- | ---- | -- | -- | - | -- | -- | -- | ---- | -------------------------------------------------------- |
| 1    | U. D. Amistad              | 45   | 30 | 20 | 5 | 5  | 88 | 33 | +55  | Acceso a Promoción de ascenso para campeones de grupo    |
| 2    | Arenas S. D.               | 44   | 30 | 19 | 6 | 5  | 80 | 32 | +48  | Acceso a Promoción de ascenso para subcampeones de grupo |
| 3    | C. D. Calatayud            | 40   | 30 | 18 | 4 | 8  | 69 | 42 | +27  |                                                          |
| 4    | U. D. Fraga                | 40   | 30 | 17 | 6 | 7  | 62 | 37 | +25  |                                                          |
| 5    | C. D. Ejea                 | 39   | 30 | 16 | 7 | 7  | 67 | 36 | +31  |                                                          |
| 6    | Atlético de Monzón         | 32   | 30 | 13 | 6 | 11 | 56 | 54 | +2   |                                                          |
| 7    | C. D. Numancia             | 30   | 30 | 12 | 6 | 12 | 52 | 52 | 0    |                                                          |
| 8    | C. D. Teruel               | 28   | 30 | 11 | 6 | 13 | 56 | 46 | +10  |                                                          |
| 9    | C. D. Mequinenza           | 27   | 30 | 12 | 3 | 15 | 54 | 64 | −10  |                                                          |
| 10   | C. D. Gallur               | 26   | 30 | 12 | 2 | 16 | 55 | 67 | −12  |                                                          |
| 11   | C. D. Calvo Sotelo Andorra | 25   | 30 | 12 | 1 | 17 | 54 | 62 | −8   |                                                          |
| 12   | S. D. Triasú               | 24   | 30 | 9  | 6 | 15 | 37 | 74 | −37  |                                                          |
| 13   | U. D. Barbastro (D)        | 23   | 30 | 9  | 5 | 16 | 43 | 65 | −22  | Descenso a Regional                                      |
| 14   | C. D. Binéfar              | 23   | 30 | 10 | 3 | 17 | 37 | 76 | −39  |                                                          |
| 15   | Utebo C. F. (D)            | 21   | 30 | 8  | 5 | 17 | 31 | 72 | −41  | Descenso a Regional                                      |
| 16   | C. D. Tauste (D)           | 13   | 30 | 4  | 5 | 21 | 31 | 60 | −29  | Descenso a Regional                                      |

 Fuente: Fútbol Regional
Notas:
1. ↑  La U. D. Barbastro renunció a su plaza.

### Grupo VI
| Pos. | Equipo                  | Pts. | PJ | G  | E  | P  | GF | GC | Dif. | Clasificación                                         |
| ---- | ----------------------- | ---- | -- | -- | -- | -- | -- | -- | ---- | ----------------------------------------------------- |
| 1    | U. D. Sans              | 47   | 34 | 19 | 9  | 6  | 73 | 38 | +35  | Acceso a Promoción de ascenso para campeones de grupo |
| 2    | Gimnástico de Tarragona | 45   | 34 | 19 | 7  | 8  | 55 | 37 | +18  | Acceso a Promoción de ascenso para campeones de grupo |
| 3    | U. D. Olot              | 44   | 34 | 17 | 10 | 7  | 76 | 46 | +30  | Acceso a Promoción previa para grupos VI y VII        |
| 4    | C. D. Hospitalet        | 43   | 34 | 18 | 7  | 9  | 89 | 53 | +36  | Acceso a Promoción previa para grupos VI y VII        |
| 5    | C. D. Europa            | 42   | 34 | 18 | 6  | 10 | 76 | 53 | +23  |                                                       |
| 6    | C. F. Badalona          | 37   | 34 | 15 | 7  | 12 | 59 | 71 | −12  |                                                       |
| 7    | U. D. Lérida            | 37   | 34 | 16 | 5  | 13 | 55 | 48 | +7   |                                                       |
| 8    | C. D. Manresa           | 37   | 34 | 16 | 5  | 13 | 75 | 66 | +9   |                                                       |
| 9    | C. D. Tortosa           | 36   | 34 | 15 | 6  | 13 | 64 | 70 | −6   |                                                       |
| 10   | U. D. Pueblo Seco       | 33   | 34 | 12 | 9  | 13 | 60 | 61 | −1   |                                                       |
| 11   | C. D. Mataró            | 32   | 34 | 12 | 8  | 14 | 64 | 69 | −5   |                                                       |
| 12   | C. D. Puigreig          | 31   | 34 | 12 | 7  | 15 | 56 | 58 | −2   |                                                       |
| 13   | C. D. San Andrés        | 30   | 34 | 11 | 8  | 15 | 50 | 61 | −11  |                                                       |
| 14   | C. D. Mercantil         | 28   | 34 | 12 | 4  | 18 | 64 | 77 | −13  |                                                       |
| 15   | C. D. Fabra y Coats     | 27   | 34 | 12 | 3  | 19 | 50 | 70 | −20  |                                                       |
| 16   | U. D. Vich              | 22   | 34 | 9  | 4  | 21 | 63 | 96 | −33  |                                                       |
| 17   | C. D. Granollers        | 21   | 34 | 8  | 5  | 21 | 58 | 83 | −25  |                                                       |
| 18   | C. D. Moncada           | 20   | 34 | 8  | 4  | 22 | 53 | 83 | −30  |                                                       |

 Fuente: Fútbol Regional

### Grupo VII
| Pos. | Equipo                | Pts. | PJ | G  | E | P  | GF | GC  | Dif. | Clasificación                                  |
| ---- | --------------------- | ---- | -- | -- | - | -- | -- | --- | ---- | ---------------------------------------------- |
| 1    | Atlético Iberia       | 42   | 32 | 19 | 4 | 9  | 64 | 52  | +12  | Acceso a Promoción previa para grupos VI y VII |
| 2    | C. F. Amposta         | 41   | 32 | 18 | 5 | 9  | 83 | 46  | +37  | Acceso a Promoción previa para grupos VI y VII |
| 3    | U. D. Rapitense       | 40   | 32 | 17 | 6 | 9  | 89 | 54  | +35  |                                                |
| 4    | U. D. Artiguense      | 40   | 32 | 17 | 6 | 9  | 82 | 57  | +25  |                                                |
| 5    | U. D. Figueras        | 40   | 32 | 18 | 4 | 10 | 59 | 43  | +16  |                                                |
| 6    | U. D. San Martín      | 34   | 32 | 14 | 6 | 12 | 85 | 56  | +29  |                                                |
| 7    | C. F. Gavá            | 34   | 32 | 14 | 6 | 12 | 65 | 55  | +10  |                                                |
| 8    | C. D. La Cava         | 34   | 32 | 14 | 6 | 12 | 70 | 68  | +2   |                                                |
| 9    | C. D. Sallent         | 34   | 32 | 16 | 2 | 14 | 73 | 77  | −4   |                                                |
| 10   | A. D. C. Manlleu      | 31   | 32 | 12 | 7 | 13 | 72 | 66  | +6   |                                                |
| 11   | C. F. Samboyano       | 31   | 32 | 11 | 9 | 12 | 63 | 64  | −1   |                                                |
| 12   | Guixols C. F. (D)     | 30   | 32 | 14 | 2 | 16 | 72 | 77  | −5   | Descenso a Regional                            |
| 13   | C. D. Bañolas (D)     | 29   | 32 | 12 | 5 | 15 | 55 | 67  | −12  | Descenso a Regional                            |
| 14   | U. D. A. Gramanet (D) | 26   | 32 | 9  | 8 | 15 | 58 | 76  | −18  | Descenso a Regional                            |
| 15   | C. D. Adrianense (D)  | 24   | 32 | 9  | 6 | 17 | 46 | 86  | −40  | Descenso a Regional                            |
| 16   | C. D. San Cugat (D)   | 22   | 32 | 9  | 4 | 19 | 53 | 83  | −30  | Descenso a Regional                            |
| 17   | U. A. Horta (D)       | 12   | 32 | 5  | 2 | 25 | 51 | 113 | −62  | Descenso a Regional                            |

 Fuente: Fútbol Regional

### Grupo VIII
| Pos. | Equipo                   | Pts. | PJ | G  | E | P  | GF  | GC | Dif. | Clasificación                                            |
| ---- | ------------------------ | ---- | -- | -- | - | -- | --- | -- | ---- | -------------------------------------------------------- |
| 1    | R. C. D. Mallorca        | 54   | 30 | 25 | 4 | 1  | 103 | 8  | +95  | Acceso a Promoción de ascenso para campeones de grupo    |
| 2    | C. D. Constancia         | 48   | 30 | 23 | 2 | 5  | 89  | 34 | +55  | Acceso a Promoción de ascenso para subcampeones de grupo |
| 3    | C. D. Atlético Baleares  | 44   | 30 | 19 | 6 | 5  | 90  | 31 | +59  |                                                          |
| 4    | C. D. Manacor            | 38   | 30 | 17 | 4 | 9  | 82  | 48 | +34  |                                                          |
| 5    | C. D. Atlético Ciudadela | 31   | 20 | 15 | 1 | 4  | 74  | 69 | +5   |                                                          |
| 6    | U. D. Mahón              | 31   | 30 | 13 | 5 | 12 | 51  | 54 | −3   |                                                          |
| 7    | C. D. Felanich           | 30   | 30 | 12 | 6 | 12 | 49  | 63 | −14  |                                                          |
| 8    | C. D. Alaró              | 27   | 30 | 12 | 3 | 15 | 52  | 68 | −16  |                                                          |
| 9    | C. D. Menorca            | 26   | 30 | 12 | 2 | 16 | 46  | 55 | −9   |                                                          |
| 10   | C. D. Soledad            | 26   | 30 | 11 | 4 | 15 | 62  | 92 | −30  |                                                          |
| 11   | C. D. Alayor             | 25   | 30 | 12 | 1 | 17 | 45  | 52 | −7   |                                                          |
| 12   | C. F. Sóller             | 25   | 30 | 12 | 1 | 17 | 44  | 67 | −23  |                                                          |
| 13   | C. D. España             | 24   | 30 | 11 | 2 | 17 | 55  | 75 | −20  |                                                          |
| 14   | U. D. Porreras (D)       | 21   | 30 | 8  | 5 | 17 | 38  | 60 | −22  | Descenso a Regional                                      |
| 15   | C. D. Cardessar          | 16   | 30 | 6  | 4 | 20 | 38  | 90 | −52  |                                                          |
| 16   | C. D. Murense            | 14   | 30 | 4  | 6 | 20 | 30  | 82 | −52  |                                                          |

 Fuente: Fútbol Regional

### Grupo IX
| Pos. | Equipo                   | Pts. | PJ | G  | E  | P  | GF | GC | Dif. | Clasificación                                            |
| ---- | ------------------------ | ---- | -- | -- | -- | -- | -- | -- | ---- | -------------------------------------------------------- |
| 1    | C. D. Olímpico de Játiva | 53   | 34 | 23 | 7  | 4  | 94 | 30 | +64  | Acceso a Promoción de ascenso para campeones de grupo    |
| 2    | C. D. Mestalla           | 47   | 34 | 19 | 9  | 6  | 86 | 37 | +49  | Acceso a Promoción de ascenso para subcampeones de grupo |
| 3    | S. D. Sueca              | 47   | 34 | 21 | 5  | 8  | 74 | 34 | +40  |                                                          |
| 4    | C. F. Gandía             | 40   | 34 | 15 | 10 | 9  | 70 | 50 | +20  |                                                          |
| 5    | C. D. Alcoyano           | 39   | 34 | 17 | 5  | 12 | 48 | 49 | −1   |                                                          |
| 6    | Villarreal C. F.         | 36   | 34 | 17 | 2  | 15 | 56 | 54 | +2   |                                                          |
| 7    | Onteniente C. F.         | 33   | 34 | 14 | 5  | 15 | 61 | 58 | +3   |                                                          |
| 8    | Atlético Saguntino       | 33   | 34 | 14 | 5  | 15 | 41 | 54 | −13  |                                                          |
| 9    | U. D. Alginet            | 32   | 34 | 14 | 4  | 16 | 65 | 60 | +5   |                                                          |
| 10   | C. D. Onda               | 32   | 34 | 13 | 6  | 15 | 51 | 52 | −1   |                                                          |
| 11   | U. D. Alcira             | 31   | 34 | 10 | 11 | 13 | 54 | 64 | −10  |                                                          |
| 12   | U. D. Carcagente         | 30   | 34 | 11 | 8  | 15 | 54 | 77 | −23  |                                                          |
| 13   | C. D. Castellón          | 29   | 34 | 10 | 9  | 15 | 47 | 47 | 0    |                                                          |
| 14   | Catarroja C. F.          | 29   | 34 | 11 | 7  | 16 | 36 | 57 | −21  |                                                          |
| 15   | C. D. Portuarios         | 29   | 34 | 11 | 7  | 16 | 48 | 68 | −20  |                                                          |
| 16   | C. D. Burriana (D)       | 29   | 34 | 11 | 7  | 16 | 51 | 69 | −18  | Descenso a Regional                                      |
| 17   | C. D. Acero (D)          | 28   | 34 | 9  | 10 | 15 | 43 | 54 | −11  | Descenso a Regional                                      |
| 18   | Burjasot C. F. (D)       | 15   | 34 | 6  | 3  | 25 | 34 | 99 | −65  | Descenso a Regional                                      |

 Fuente: Fútbol Regional

### Grupo X
| Pos. | Equipo                   | Pts. | PJ | G  | E | P  | GF | GC | Dif. | Clasificación                                            |
| ---- | ------------------------ | ---- | -- | -- | - | -- | -- | -- | ---- | -------------------------------------------------------- |
| 1    | Albacete Balompié        | 46   | 30 | 22 | 2 | 6  | 65 | 23 | +42  | Acceso a Promoción de ascenso para campeones de grupo    |
| 2    | Alicante C. F.           | 44   | 30 | 20 | 4 | 6  | 82 | 30 | +52  | Acceso a Promoción de ascenso para subcampeones de grupo |
| 3    | U. D. Cartagenera        | 44   | 30 | 20 | 4 | 6  | 86 | 38 | +48  |                                                          |
| 4    | Orihuela Deportiva C. F. | 36   | 30 | 15 | 6 | 9  | 80 | 52 | +28  |                                                          |
| 5    | C. D. Lorca              | 32   | 30 | 13 | 6 | 11 | 60 | 53 | +7   |                                                          |
| 6    | Novelda C. F.            | 32   | 30 | 13 | 6 | 11 | 48 | 48 | 0    |                                                          |
| 7    | C. D. Almoradí           | 30   | 30 | 13 | 4 | 13 | 72 | 56 | +16  |                                                          |
| 8    | Águilas C. F.            | 26   | 30 | 12 | 2 | 16 | 43 | 56 | −13  |                                                          |
| 9    | Imperial C. F.           | 26   | 30 | 10 | 6 | 14 | 61 | 71 | −10  |                                                          |
| 10   | Villajoyosa C. F.        | 26   | 30 | 11 | 4 | 15 | 57 | 71 | −14  |                                                          |
| 11   | Callosa Deportiva C. F.  | 25   | 30 | 10 | 5 | 15 | 53 | 84 | −31  |                                                          |
| 12   | Cieza C. F.              | 25   | 30 | 11 | 3 | 16 | 47 | 71 | −24  |                                                          |
| 13   | Crevillente Deportivo    | 25   | 30 | 10 | 5 | 15 | 52 | 65 | −13  |                                                          |
| 14   | Hellín Deportivo (D)     | 24   | 30 | 9  | 6 | 15 | 46 | 68 | −22  | Descenso a Regional                                      |
| 15   | C. D. Tháder (D)         | 24   | 30 | 9  | 6 | 15 | 60 | 80 | −20  | Descenso a Regional                                      |
| 16   | U. D. Elda (D)           | 15   | 30 | 5  | 5 | 20 | 40 | 86 | −46  | Descenso a Regional                                      |

 Fuente: Fútbol Regional

### Grupo XI
| Pos. | Equipo              | Pts. | PJ | G  | E  | P  | GF | GC | Dif. | Clasificación                                            |
| ---- | ------------------- | ---- | -- | -- | -- | -- | -- | -- | ---- | -------------------------------------------------------- |
| 1    | Adra C. F.          | 45   | 30 | 20 | 5  | 5  | 68 | 35 | +33  | Acceso a Promoción de ascenso para campeones de grupo    |
| 2    | C. D. Linares       | 40   | 30 | 15 | 10 | 5  | 54 | 27 | +27  | Acceso a Promoción de ascenso para subcampeones de grupo |
| 3    | Algeciras C. F.     | 37   | 30 | 16 | 5  | 9  | 51 | 43 | +8   |                                                          |
| 4    | Atlético Cordobés   | 34   | 30 | 14 | 6  | 10 | 81 | 64 | +17  |                                                          |
| 5    | Atlético Malagueño  | 33   | 30 | 15 | 3  | 12 | 75 | 48 | +27  |                                                          |
| 6    | C. D. Ronda         | 31   | 30 | 13 | 5  | 12 | 55 | 55 | 0    |                                                          |
| 7    | Guadix C. F.        | 30   | 30 | 13 | 4  | 13 | 54 | 63 | −9   |                                                          |
| 8    | C. D. Iliturgi      | 29   | 30 | 10 | 9  | 11 | 58 | 55 | +3   |                                                          |
| 9    | C. D. Riffien Jaddú | 28   | 30 | 11 | 6  | 13 | 56 | 54 | +2   |                                                          |
| 10   | C. D. Antequerano   | 28   | 30 | 12 | 4  | 14 | 59 | 53 | +6   |                                                          |
| 11   | Recreativo Granada  | 27   | 30 | 11 | 5  | 14 | 46 | 48 | −2   |                                                          |
| 12   | R. B. Linense       | 26   | 30 | 11 | 4  | 15 | 57 | 72 | −15  |                                                          |
| 13   | Melilla C. F.       | 24   | 30 | 10 | 4  | 16 | 51 | 52 | −1   |                                                          |
| 14   | Puente Genil C. F.  | 24   | 30 | 10 | 4  | 16 | 46 | 69 | −23  |                                                          |
| 15   | Úbeda C. F. (D)     | 23   | 30 | 8  | 7  | 15 | 31 | 59 | −28  | Descenso a Regional                                      |
| 16   | U. D. Lucentina (D) | 21   | 30 | 8  | 5  | 17 | 31 | 76 | −45  | Descenso a Regional                                      |

 Fuente: Fútbol Regional

### Grupo XII
| Pos. | Equipo                     | Pts. | PJ | G  | E | P  | GF | GC | Dif. | Clasificación                                            |
| ---- | -------------------------- | ---- | -- | -- | - | -- | -- | -- | ---- | -------------------------------------------------------- |
| 1    | R. C. Recreativo de Huelva | 51   | 30 | 22 | 7 | 1  | 96 | 22 | +74  | Acceso a Promoción de ascenso para campeones de grupo    |
| 2    | Jerez C. D.                | 41   | 30 | 17 | 7 | 6  | 64 | 33 | +31  | Acceso a Promoción de ascenso para subcampeones de grupo |
| 3    | Recreatovo Portuense       | 40   | 30 | 17 | 6 | 7  | 67 | 46 | +21  |                                                          |
| 4    | C. D. Puerto               | 36   | 30 | 16 | 4 | 10 | 58 | 37 | +21  |                                                          |
| 5    | Jerez Industrial C. F.     | 35   | 30 | 15 | 5 | 10 | 69 | 38 | +31  |                                                          |
| 6    | Atlético Morón Balompié    | 35   | 30 | 17 | 1 | 12 | 48 | 37 | +11  |                                                          |
| 7    | S. D. Marchena Balompié    | 31   | 30 | 13 | 5 | 12 | 55 | 60 | −5   | Descenso a Regional                                      |
| 8    | Barbate C. F. (D)          | 29   | 30 | 13 | 3 | 14 | 39 | 37 | +2   |                                                          |
| 9    | C. D. Utrera               | 26   | 30 | 11 | 4 | 15 | 47 | 58 | −11  |                                                          |
| 10   | Bollullos C. F.            | 26   | 30 | 11 | 4 | 15 | 45 | 61 | −16  |                                                          |
| 11   | Ayamonte C. F.             | 25   | 30 | 11 | 3 | 16 | 41 | 50 | −9   |                                                          |
| 12   | S. D. Olímpica Valverdeña  | 25   | 30 | 10 | 5 | 15 | 39 | 60 | −21  |                                                          |
| 13   | Puerto Real C. F.          | 23   | 30 | 9  | 5 | 16 | 42 | 60 | −18  |                                                          |
| 14   | La Palma C. F.             | 22   | 30 | 9  | 4 | 17 | 39 | 59 | −20  |                                                          |
| 15   | Atlético Sanluqueño C. F.  | 22   | 30 | 8  | 6 | 16 | 37 | 76 | −39  |                                                          |
| 16   | Coria C. F. (D)            | 13   | 30 | 4  | 5 | 21 | 28 | 80 | −52  | Descenso a Regional                                      |

 Fuente: Fútbol Regional
Notas:
1. ↑  La S. D. Marchena Balompié renunció a seguir en la categoría.

### Grupo XIII
| Pos. | Equipo                              | Pts. | PJ | G  | E | P  | GF | GC  | Dif. | Clasificación                                            |
| ---- | ----------------------------------- | ---- | -- | -- | - | -- | -- | --- | ---- | -------------------------------------------------------- |
| 1    | Cultural Leonesa                    | 45   | 30 | 21 | 3 | 6  | 73 | 32  | +41  | Acceso a Promoción de ascenso para campeones de grupo    |
| 2    | U. D. Salamanca                     | 44   | 30 | 20 | 4 | 6  | 76 | 28  | +48  | Acceso a Promoción de ascenso para subcampeones de grupo |
| 3    | C. D. Cacereño                      | 43   | 30 | 19 | 5 | 6  | 65 | 32  | +33  |                                                          |
| 4    | C. D. Plasencia                     | 37   | 30 | 17 | 3 | 10 | 79 | 42  | +37  |                                                          |
| 5    | S. D. Ponferradina                  | 36   | 30 | 16 | 4 | 10 | 67 | 48  | +19  |                                                          |
| 6    | Atlético Zamora                     | 35   | 30 | 14 | 7 | 9  | 47 | 37  | +10  |                                                          |
| 7    | Burgos C. F.                        | 34   | 30 | 16 | 2 | 12 | 78 | 52  | +26  |                                                          |
| 8    | S. D. Hullera Vasco-Leonesa         | 32   | 30 | 14 | 4 | 12 | 53 | 62  | −9   |                                                          |
| 9    | C. D. Béjar Industrial              | 31   | 30 | 13 | 5 | 12 | 69 | 71  | −2   |                                                          |
| 10   | Recreativo Europa Delicias          | 29   | 30 | 12 | 5 | 13 | 52 | 43  | +9   |                                                          |
| 11   | S. D. Gimnástica Arandina           | 27   | 30 | 11 | 5 | 14 | 51 | 67  | −16  |                                                          |
| 12   | C. F. Júpiter Leonés                | 25   | 30 | 10 | 5 | 15 | 44 | 53  | −9   |                                                          |
| 13   | Atlético Palencia                   | 23   | 30 | 8  | 7 | 15 | 41 | 53  | −12  |                                                          |
| 14   | C. D. Juventud del Círculo Católico | 22   | 30 | 9  | 4 | 17 | 35 | 59  | −24  |                                                          |
| 15   | C. D. Astorga                       | 15   | 30 | 6  | 3 | 21 | 29 | 84  | −55  |                                                          |
| 16   | C. D. Fasa                          | 2    | 30 | 0  | 2 | 28 | 28 | 124 | −96  | Descenso a Regional                                      |

 Fuente: Fútbol Regional

### Grupo XIV
| Pos. | Equipo                                  | Pts. | PJ | G  | E  | P  | GF | GC | Dif. | Clasificación                                            |
| ---- | --------------------------------------- | ---- | -- | -- | -- | -- | -- | -- | ---- | -------------------------------------------------------- |
| 1    | C. F. Calvo Sotelo                      | 40   | 30 | 17 | 6  | 7  | 66 | 24 | +42  | Acceso a Promoción de ascenso para campeones de grupo    |
| 2    | C. D. Villarrobledo                     | 40   | 30 | 16 | 8  | 6  | 61 | 29 | +32  | Acceso a Promoción de ascenso para subcampeones de grupo |
| 3    | C. D. Don Benito                        | 36   | 30 | 16 | 4  | 10 | 69 | 56 | +13  |                                                          |
| 4    | C. D. Manchego                          | 34   | 30 | 15 | 4  | 11 | 62 | 56 | +6   |                                                          |
| 5    | C. D. Manufacturas Metálicas Madrileñas | 32   | 30 | 13 | 6  | 11 | 54 | 42 | +12  |                                                          |
| 6    | Madrileño C. F.                         | 32   | 30 | 14 | 4  | 12 | 61 | 46 | +15  |                                                          |
| 7    | Alcázar C. F.                           | 31   | 30 | 11 | 9  | 10 | 52 | 45 | +7   |                                                          |
| 8    | C. D. Toledo                            | 31   | 30 | 12 | 7  | 11 | 57 | 49 | +8   |                                                          |
| 9    | Getafe Deportivo                        | 30   | 30 | 10 | 10 | 10 | 43 | 43 | 0    |                                                          |
| 10   | C. D. Guadalajara                       | 30   | 30 | 11 | 8  | 11 | 52 | 58 | −6   |                                                          |
| 11   | S. D. Emeritense                        | 29   | 30 | 11 | 7  | 12 | 38 | 55 | −17  |                                                          |
| 12   | Aranjuez C. F.                          | 28   | 30 | 11 | 6  | 13 | 54 | 48 | +6   |                                                          |
| 13   | C. D. Leganés                           | 27   | 30 | 10 | 7  | 13 | 45 | 58 | −13  |                                                          |
| 14   | R. C. D. Carabanchel                    | 26   | 30 | 10 | 6  | 14 | 53 | 63 | −10  |                                                          |
| 15   | C. D. Parque Móvil (D)                  | 25   | 29 | 10 | 5  | 14 | 47 | 65 | −18  | Descenso a Regional                                      |
| 16   | Moralo C. F. (D)                        | 9    | 30 | 1  | 7  | 22 | 18 | 95 | −77  | Descenso a Regional                                      |

 Fuente: Fútbol Regional

## Promoción de ascenso a Segunda División

### Equipos clasificados
Los siguientes equipos se han clasificado para la promoción de ascenso a Segunda División:
En negrita se indican los equipos que ascendieron a Segunda División.
| Grupo I         | Grupo II            | Grupo III            | Grupo IV       | Grupo V       |
| --------------- | ------------------- | -------------------- | -------------- | ------------- |
| 1º CD Orense    | 1º CP La Felguera   | 1º CD Guecho         | 1º CD Logroñés | 1º UD Amistad |
| 2º Club Turista | 2º Caudal Deportivo | 2º SD Rayo Cantabria | 2º SD Eibar    | 2º Arenas SD  |

| Grupo VI                   |
| -------------------------- |
| 1º UD Sans                 |
| 2º Gimnástico de Tarragona |
| 3º UD Olot                 |
| 4º CD Hospitalet           |

| Grupo VII          |
| ------------------ |
| 1º Atlético Iberia |
| 2º CF Amposta      |

| Grupo VIII       | Grupo IX                 | Grupo X              | Grupo XI      | Grupo XII                  |
| ---------------- | ------------------------ | -------------------- | ------------- | -------------------------- |
| 1º RCD Mallorca  | 1º CD Olímpico de Játiva | 1º Albacete Balompié | 1º Adra CF    | 1º RC Recreativo de Huelva |
| 2º CD Constancia | 2º CD Mestalla           | 2º Alicante CF       | 2º CD Linares | 2º Jerez CD                |

| Grupo XIII          | Grupo XIV           |
| ------------------- | ------------------- |
| 1º Cultural Leonesa | 1º CF Calvo Sotelo  |
| 2º UD Salamanca     | 2º CD Villarrobledo |

|  | Clasificado para la Promoción de campeones de grupo ( si obtuvo el ascenso)                          |
|  | Clasificado para la Promoción de subcampeones de grupo y de segunda división ( si obtuvo el ascenso) |

### Equipos ascendidos
Los siguientes equipos ascendieron a Segunda División:
| - Club Deportivo Orense | - Real Club Deportivo Mallorca | - Club Deportivo Mestalla | - Real Club Recreativo de Huelva | - Cultural y Deportiva Leonesa |